# Blecksjön
Blecksjön är en sjö i Bollnäs kommun i Hälsingland och ingår i Ljusnans huvudavrinningsområde. Sjön har en area på 0,176 kvadratkilometer och ligger 221,2 meter över havet. Sjön avvattnas av vattendraget Blecksjöån.

## Delavrinningsområde
Blecksjön ingår i det delavrinningsområde (678679-563375) som SMHI kallar för Utloppet av Blecksjön. Medelhöjden är 242 meter över havet och ytan är 1,24 kvadratkilometer. Räknas de 3 avrinningsområdena uppströms in blir den ackumulerade arean 10,75 kvadratkilometer. Blecksjöån som avvattnar avrinningsområdet har biflödesordning 4, vilket innebär att vattnet flödar genom totalt 4 vattendrag innan det når havet efter 81 kilometer. Avrinningsområdet består mestadels av skog (89 procent). Avrinningsområdet har 0,18 kvadratkilometer vattenytor vilket ger det en sjöprocent på 5,6 procent.